# Język rosyjski na Ukrainie
Język rosyjski na Ukrainie jest drugim po ukraińskim najczęściej używanym językiem na Ukrainie. Dominuje na Krymie, w Donbasie oraz w dużych miastach na południu i wschodzie kraju.

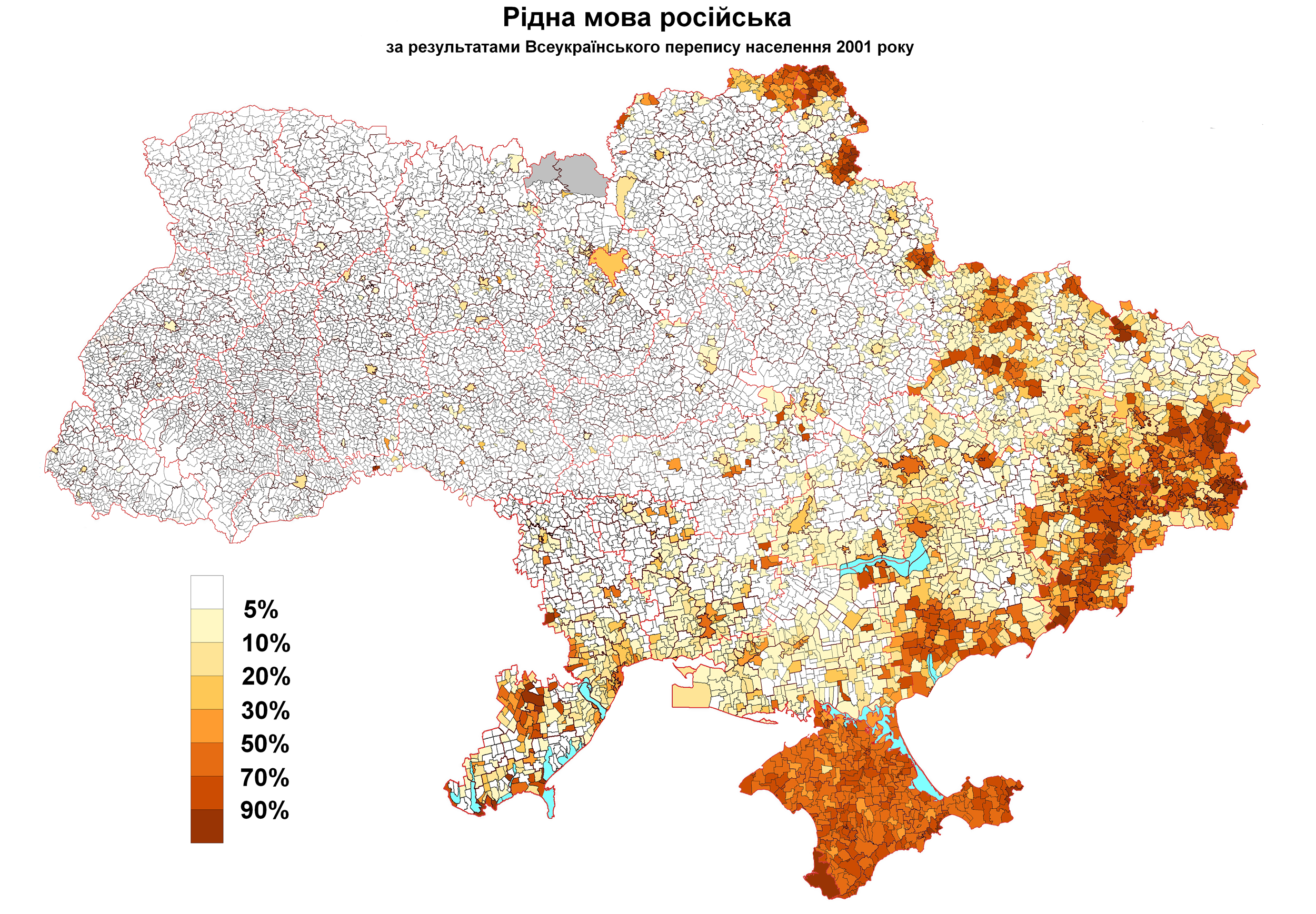
Język rosyjski w radach lokalnych Ukrainy według spisu powszechnego z 2001 roku

Populacja osób, których językiem ojczystym jest ukraiński (2001)

Ukraińcy na Ukrainie według spisu powszechnego 2001 (według kryterium zadeklarowanej narodowości)

## Spis powszechny 2001
Według spisu powszechnego z 2001 roku język rosyjski określiło mianem swojego ojczystego języka 14 273 000 obywateli Ukrainy, to jest 29,6% mieszkańców. Na tę liczbę składają się przede wszystkim etniczni Rosjanie (56% z tej liczby), ponadto językiem tym włada na co dzień pięć i pół miliona Ukraińców, 172 tysiące spośród zamieszkujących Ukrainę Białorusinów, 86 tysięcy Żydów, 81 tysięcy Greków, 62 tysiące Bułgarów, 46 tysięcy Mołdawian, 43 tysiące Tatarów, 43 tysiące Ormian, 22 tysiące Polaków, 21 tysięcy Niemców, 15 tysięcy Tatarów krymskich.
Rosyjskojęzyczna populacja Ukrainy jest nie tylko najliczniejszą rosyjskojęzyczną wspólnotą poza Federacją Rosyjską, ale i najliczniejszą w Europie spośród tych, których język nie ma statusu urzędowego.

## Badania sondażowe

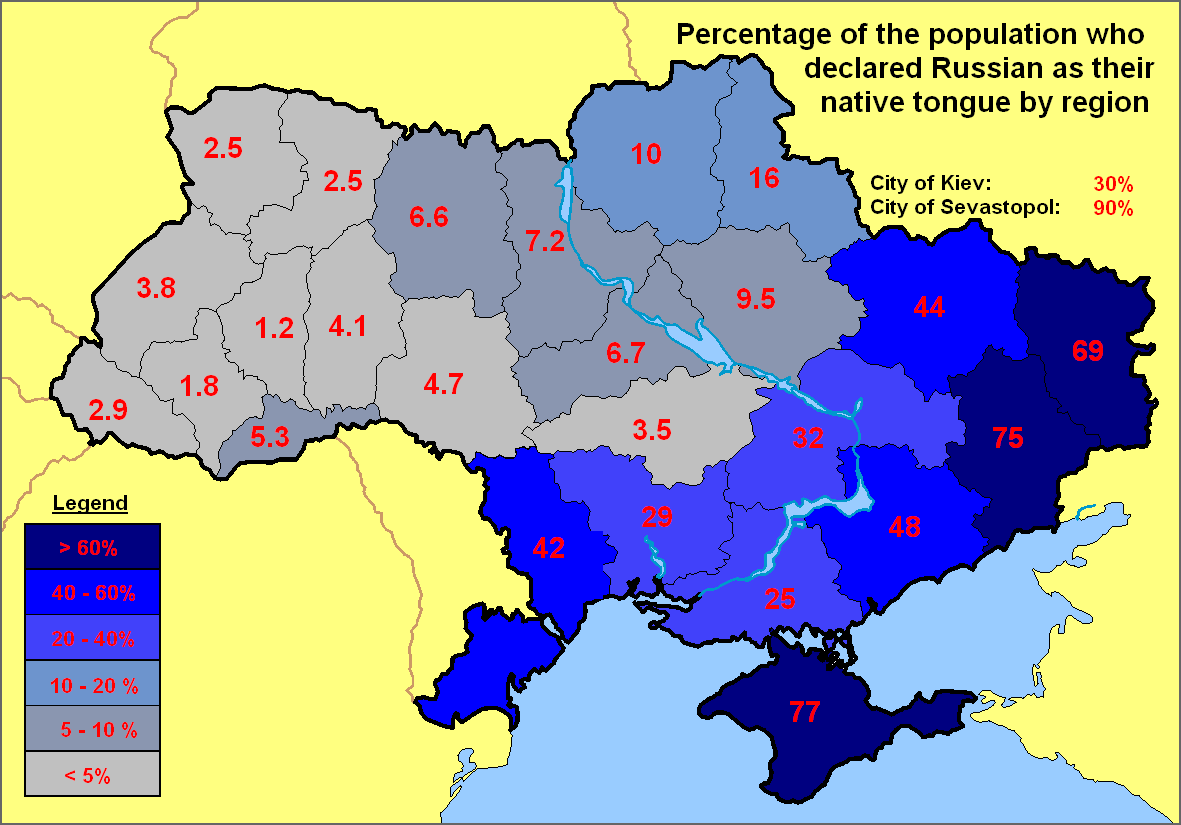
Procentowy rozkład ludności rosyjskojęzycznej według regionów (spis powszechny 2001)

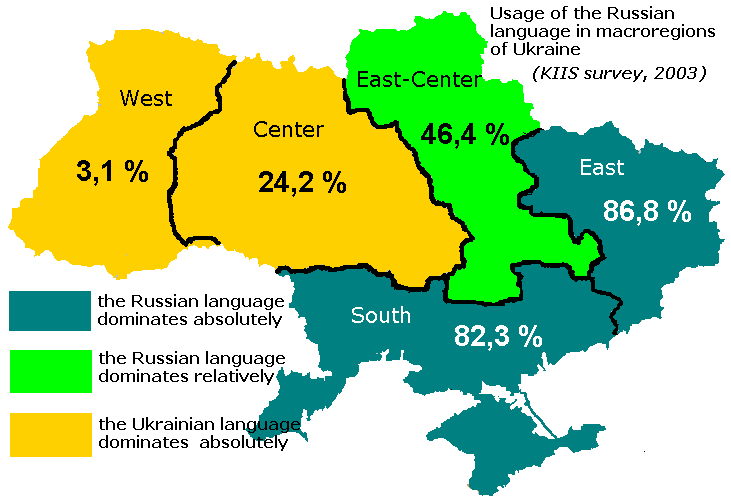
Procentowy rozkład ludności preferującej język rosyjski według makroregionów (badania 2003)

Sondaże wskazują, że język rosyjski jest używany znacznie częściej, niż by wynikało to z wyników spisu powszechnego. Badania Kiev International Sociology Institute wskazują, że języka rosyjskiego używa w domu około 43–46% populacji Ukrainy. Ludność rosyjskojęzyczna stanowi zdecydowaną większość w kilku regionach:
- Krym – 97% ludności
- Obwód dniepropetrowski – 72%
- Obwód doniecki – 93%
- Obwód zaporoski – 81%
- Obwód ługański – 89%
- Obwód mikołajowski – 66%
- Obwód odeski – 85%
- Obwód charkowski – 74%[2]

Ponadto język ten dominuje w nieformalnej komunikacji w Kijowie oraz jest zauważalny w centrum i na zachodzie kraju (4–5%).
|                | 1994 | 1995 | 1996 | 1997 | 1998 | 1999 | 2000 | 2001 | 2002 | 2003 | 2004 | 2005 |
| Język rosyjski | 34,7 | 37,8 | 36,1 | 35,1 | 36,5 | 36,1 | 35,1 | 38,1 | 34,5 | 38,1 | 35,7 | 34,1 |

|                      | 1994 | 1995 | 1996 | 1997 | 1998 | 1999 | 2000 | 2001 | 2002 | 2003 | 2004 | 2005 |
| Głównie rosyjski     | 32,4 | 32,8 | 33,1 | 34,5 | 33,4 | 33,6 | 36,0 | 36,7 | 33,2 | 36,0 | 34,3 | 36,4 |
| rosyjski i ukraiński | 29,4 | 34,5 | 29,6 | 26,8 | 28,4 | 29,0 | 24,8 | 25,8 | 28,0 | 25,2 | 26,3 | 21,6 |

Według badań Research & Branding Group 68% obywateli Ukrainy swobodnie włada językiem rosyjskim (ukraińskim – 57%). 75% ludności miast obwodowych preferuje ożywianie języka rosyjskiego (ukraińskiego – 9%), językiem rosyjskim posługuje się tylko 18% ludności wiejskiej (65% – ukraińskim).
Sondaż przeprowadzony w marcu 2022 r. przez Grupę Socjologiczną Rating wykazał, że 83% Ukraińców uważa, że ukraiński powinien być jedynym językiem państwowym Ukrainy. Opinia ta dominuje we wszystkich makroregionach, grupach wiekowych i językowych. Z drugiej strony, przed wojną prawie jedna czwarta Ukraińców opowiadała się za nadaniem rosyjskiemu statusu języka państwowego, podczas gdy obecnie popiera to tylko 7%. W czasie pokoju język rosyjski był tradycyjnie wspierany przez mieszkańców południa i wschodu. Ale nawet w tych regionach tylko jedna trzecia z nich była za, a po inwazji Rosji na pełną skalę ich liczba spadła o prawie połowę.
Według badania przeprowadzonego przez Grupę Socjologiczną Rating w dniach 16-20 sierpnia 2023 r., prawie 60% ankietowanych zwykle mówi w domu po ukraińsku, około 30% - po ukraińsku i rosyjsku, tylko 9% - po rosyjsku. Od marca 2022 r. użycie języka rosyjskiego w życiu codziennym zauważalnie spada. Dla 82% respondentów językiem ojczystym jest ukraiński, a dla 16% rosyjski. Osoby wewnętrznie przesiedlone i uchodźcy mieszkający za granicą częściej używają obu języków do komunikacji lub mówią po rosyjsku. Niemniej jednak ponad 70% przesiedleńców wewnętrznych i uchodźców uważa ukraiński za swój język ojczysty.

## Zarys historii

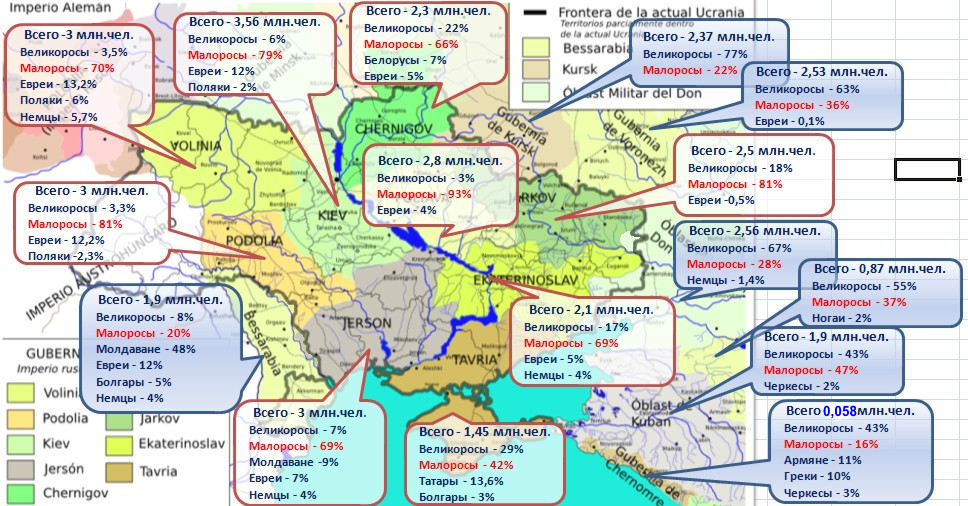
Język rosyjski i ukraiński w guberniach Imperium Rosyjskiego według spisu powszechnego 1897

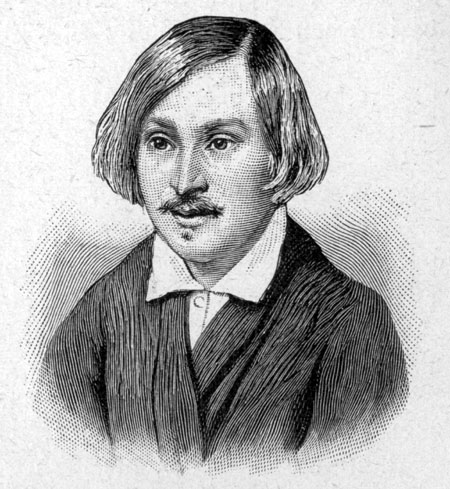
Nikołaj Gogol (Janowski), rosyjski pisarz urodzony na Połtawszczyźnie

Pierwsze ziemie, leżące obecnie w granicach państwa Ukraina, weszły w skład Wielkiego Księstwa Moskiewskiego około 1500 roku. Z podbojami należy łączyć migracje ludności: kupców, urzędników, ale i przesiedlanego chłopstwa pańszczyźnianego, która to ludność posługiwała się własnym językiem. W końcu XVI wieku rozpoczęto budowę biełgorodskiego systemu obronnego. Pojawiły się tam wtedy liczne miasta i fortece z dominującym językiem rosyjskim.
Po okresie wojen kozackich język rosyjski wyparł język ruski i język polski z życia miejskiego na Ukrainie Lewobrzeżnej, która od rozejmu andruszowskiego (1667) przestała być administracyjnie złączona z Rzecząpospolitą i stała się częścią Rosji. Na wsiach dominował język ruski. W XVII wieku zanotowano już w piśmiennictwie surżyk. Od połowy XVIII wieku zaczęła się rusyfikacja szkolnictwa. W konsekwencji rozbiorów Rzeczypospolitej i kolejnych zwycięskich wojen z Turcją Rosja opanowała terytoria pobrzeża Morza Czarnego, i Krym, które zasiedlała rosyjskojęzycznym chłopstwem.

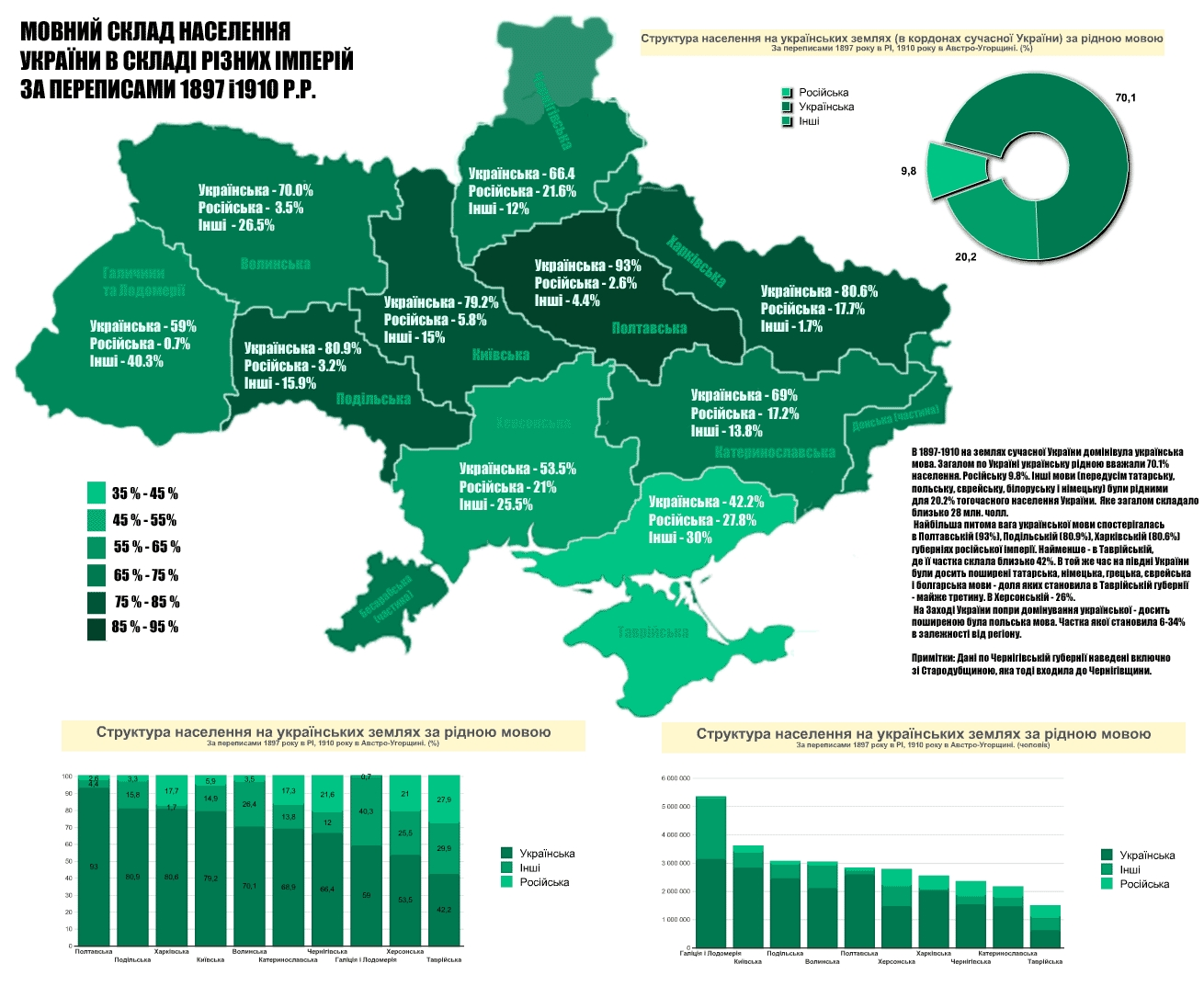
Mapa poszerzenia języków ukraińskiego, rosyjskiego i innych na terenach współczesnej Ukrainy w latach 1897–1910 latach.

W XIX wieku język rosyjski stopniowo wypierał język ukraiński z użycia. Przyczyniały się do tego liczne ukazy rządu rosyjskiego, przede wszystkim cyrkularz wałujewski (1863) і ukaz emski (1876). Język rosyjski, jako „ponadruski”, „wszechruski”, „ponadplemienny” dla Ukraińców, Białorusinów i Rosjan, przyjmowali także niektórzy działacze ukraińskiego ruchu narodowego. Według powszechnego spisu rosyjskiego przeprowadzonego w 1897 ludność rosyjskojęzyczna posługująca się językiem wielkoruskim (rosyjskim) na terenie guberni leżących na terenie dzisiejszej Ukrainy stanowiła mniej niż 10%.
W czasie powstania styczniowego ograniczono wydawanie literatury w języku małoruskim (ukraińskim) (patrz: cyrkularz wałujewski). W 1876 roku wydano zakaz wwozu do Rosji jakichkolwiek książek wydanych w języku małoruskim (patrz: ukaz emski). Język rosyjski stał się obowiązującym językiem inteligencji, pisali w tym języku np. Nikołaj Gogol, Ilja Miecznikow, Ołeksandr Potebnia. W początku XX wieku w Kijowie zanotowano tylko 8 rodzin inteligenckich, które posługiwały się językiem ukraińskim.
Okres sowiecki zmienił nieco sytuację. W latach 20. XX wieku obowiązującą tendencją stała się tzw. korienizacja – zamiana języka rosyjskiego na miejscowy. Na Ukrainie przyjęło to formę ukrainizacji. Robotnicy mieli podjąć naukę języka pod groźbą zwolnienia, podobne restrykcje spotkały inne zawody; ukrainizowano prasę, administrację. Natychmiast w latach 30. polityka korienizacji była zastępowana polityką rusyfikacji, prowadzona przede wszystkim w edukacji. Równocześnie jednak miały miejsce inne tendencje: urbanizacja i industrializacja, wiążące się z migracjami ludności z innych regionów ZSRR, co z kolei wzmacniało pozycję języka rosyjskiego. Duże znaczenie miały małżeństwa mieszane. Do 1989 roku oba języki współistniały z równą pozycją, z tym, że w szkolnictwie wyższym technicznym dominował język rosyjski, ale humanistycznym – ukraiński.

## Regulacje prawne
Kwestię pozycji języka rosyjskiego na Ukrainie i praw mniejszości językowej regulują akty prawa międzynarodowego i krajowego. Kwestię tę podejmuje Konstytucja Ukrainy w art. 10 i 24, ponadto obowiązująca wciąż ustawa z 28 października 1989 roku o językach w USRR, deklaracja praw narodowości z 1991 roku, dekret prezydenta o mniejszościach narodowych na Ukrainie z 25 czerwca 1992 roku oraz ustawa o ratyfikacji Europejskiej Karty Języków regionalnych i Mniejszościowych z 24 grudnia 1999 roku.

## Język rosyjski w ukraińskiej polityce

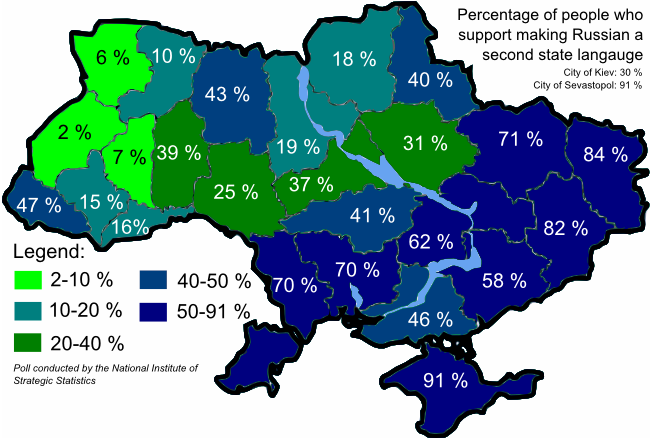
Rozkład poparcia dla uczynienia języka rosyjskiego językiem urzędowym

Według ukraińskiej konstytucji jedynie język ukraiński ma status urzędowego, choć inne języki znajdują się pod konstytucyjną ochroną. Dyskusje wokół pomysłu uczynienia języka rosyjskiego językiem urzędowym zaczęły się jeszcze przed deklaracją niepodległości Ukrainy, bo w 1989 roku, wraz z przyjęciem ustawy o językach w USRR, w każdych wyborach pojawia się taka obietnica wyborcza.
Kontrowersje zwiększa polityka ukrainizacji. Zmniejszana jest liczba szkół z rosyjskim językiem wykładowym, ponadto ogranicza się liczbę programów telewizyjnych w tym języku, a inne – opatruje dubbingiem, zamiast – jak proponują zwolennicy tego języka – napisami. W latach 2006–2010 istniał formalny nakaz emitowania w kinach wyłącznie filmów z ukraińską ścieżką językową.
W 2006 roku Rada Miasta Charkowa ogłosiła rosyjski językiem urzędowym. Za tą decyzją podążyły inne rady obwodowe oraz miejskie. Część z nich anulowały sądy, szczególnie po rewolucji w 2014 roku.

### Wybory prezydenckie w 2004 i 2010 r.

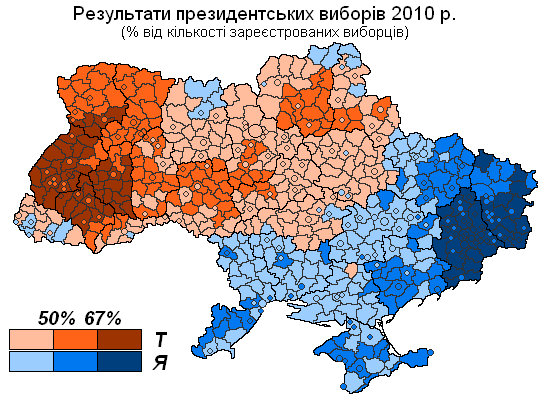
Podziały językowe znalazły odzwierciedlenie w wyniku wyborów prezydenckich

W każdych kolejnych wyborach niepodległej Ukrainy rola kwestii równouprawnienia języków wzrastała. W wyborach prezydenckich 2004 roku kwestia podziałów językowych urosła jednak do miana jednej z najistotniejszych. Uwidaczniała ona wyraźny podział elektoratów głównych kandydatów. Wiktor Janukowycz obiecał podniesienie języka rosyjskiego do miana urzędowego. Na nie tak daleko idący krok zdecydował się Wiktor Juszczenko, który obiecał, że podpisze dekret zmuszający urzędników do posługiwania się w kontaktach z interesantami językiem ukraińskim lub rosyjskim, w zależności od żądania interesanta. Obietnicy tej jednak nie dotrzymał.

### Wybory parlamentarne w 2006 r.

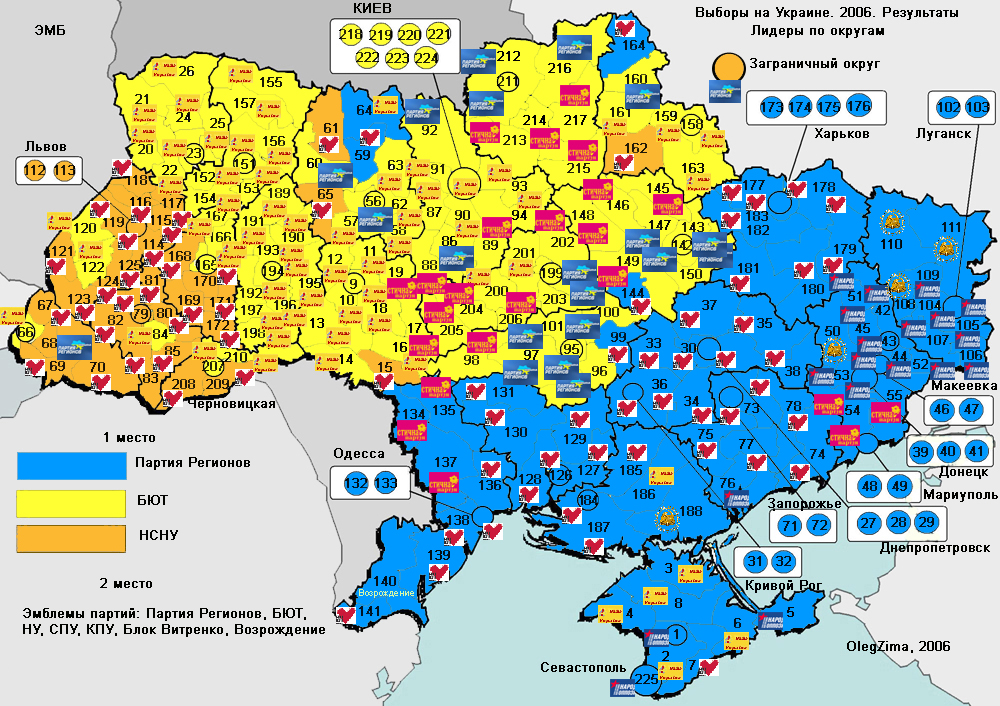
...jak również parlamentarnych

W wyborach parlamentarnych 2006 roku partie, które głoszą potrzebę zrównania statusu języka ukraińskiego i rosyjskiego otrzymały wysokie poparcie w regionach z dominującą ludnością rosyjskojęzyczną. 31 grudnia 2006 roku prezydent Juszczenko wprost stwierdził, że Ukraina to kraj jednojęzyczny. Wiktor Janukowycz stwierdził 23 marca 2007 roku, że zebranie 300 mandatów w parlamencie pozwoli na „rozpatrzenie wszystkich problemów, w tym językowych”. Niedługo potem parlament został rozwiązany.

## Wspólnota rosyjskojęzyczna

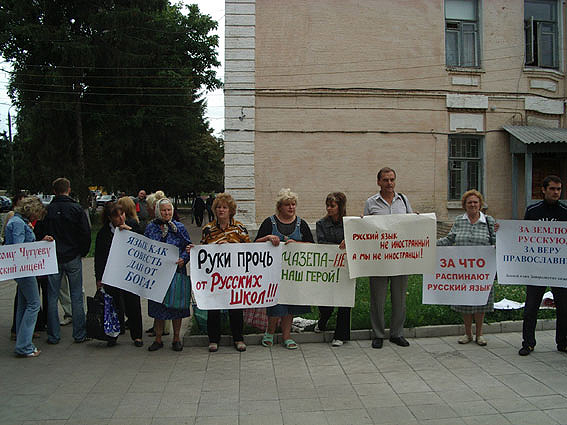
Protest przeciwko wprowadzeniu języka ukraińskiego do szkoły w Czugujewie

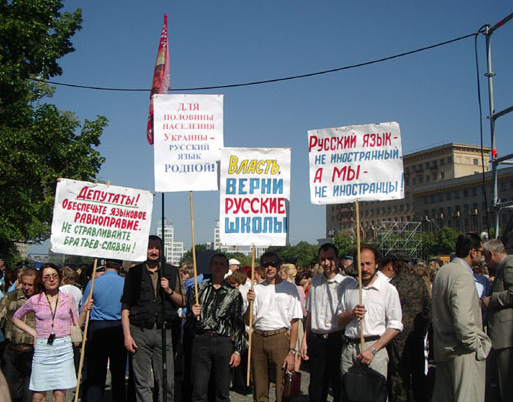
Manifestacja poparcia dla decyzji Rady Miasta Charkowa o ogłoszeniu języka rosyjskiego językiem urzędowym w 2006 roku

Akcje ukrainizacji i rusyfikacji uniemożliwiły ukształtowanie społeczeństwa, które byłoby całkowicie rosyjsko- lub ukraińskojęzyczne. Jest to potencjalne źródło napięć społecznych. Rosyjskojęzyczna ludność może wpływać na prorosyjski kurs polityki państwa lub na próby dezintegracji kraju. Ludność ta może czuć się wyobcowana i nie dzielić ukraińskiej mentalności z obywatelami z centrum i zachodu kraju, jak również nie podzielać prozachodniego kursu polityki władz. Według francuskiego badacza Dominique’a Arela, uznanie języka rosyjskiego za oficjalny wpłynęłoby na zakończenie tej alienacji i zakończyłoby poczucie bycia obywatelami drugiej kategorii, a przez to może i większą identyfikacją z polityką władz.
Ukraiński historyk Wiktor Horodianenko twierdzi, że wspólnota rosyjskojęzyczna charakteryzuje się poczuciem jedności, co przejawia się w jej niezależnych zachowaniach. Wspólnotę charakteryzuje pochodzenie etniczne (większość stanowią Rosjanie), miejsce zamieszkania (miasta przemysłowe na południu i wschodzie kraju), duży wpływ rosyjskiej kultury i jednolita wiara (prawosławie).
Według rosyjskiego historyka Aleksieja Millera, różnicom w samoidentyfikacji na wschodzie i zachodzie kraju winna jest historia. Według niego, na wschodzie kraju, w odróżnieniu od, jak pisze, zachodnioukraińskich ziem anektowanych przez Polskę, nie uczono nienawiści do Rosjan i ich języka, a przedstawiano ich nie jak innych, a swoich. Podobnie, w czasie wojen nie było tam organizacji podziemnych, a miejscowa ludność stawała po stronie Rosjan.
Sytuacja Kijowa jest specyficzna. Wprawdzie w większości mówi się tam po rosyjsku, ale równocześnie większość rosyjskojęzycznej ludności nie sprzeciwia się ekspansji języka ukraińskiego.

## Osobliwości języka rosyjskiego na Ukrainie

### „W Ukrainie” i „na Ukrainie”
W normatywnym języku rosyjskim właściwymi formami są: на Украину, на Украине, с Украины (odpowiednio: na Ukrainę, na Ukrainie, z Ukrainy). Tymczasem, na Ukrainie rozpowszechniły się formy: в Украину, в Украине, из Украины. W 1993 roku zyskały one oficjalne uznanie na Ukrainie. W ten sposób, ambasada rosyjska w Kijowie to Посольство Российской Федерации в Украине. Form в Украине, из Украины Rosjanie używają ponadto w kontaktach ze stroną ukraińską. Również w samej Rosji używa się tych form (tam nieprawidłowych) jeżeli polityk albo osoba prywatna popiera ukraińskie dążenia antyrosyjskie, lub uważa tę ukraińską modyfikację gramatyki rosyjskiej za nową normę.

### Język Tatarów Krymskich
Większość Tatarów Krymskich deklaruje znajomość języka krymskotatarskiego jako ojczystego, ale większość urodzonych w trakcie lub po stalinowskich deportacjach lepiej włada językiem rosyjskim, w szczególności wśród młodzieży. Język rosyjski wśród Tatarów Krymskich ma liczne różnice fonetyczne, leksykalne i intonacyjne w stosunku do normatywnego. Wymienia się także zamiany dźwięków na podobne, wstawianie dodatkowych głosek (np. тарудно (трудно)). Najmłodsze pokolenia posługują się głównie językiem rosyjskim dużo bardziej zbliżonym do normatywnego.

### Język ukraińskich Żydów
Dawniej większość ukraińskich Żydów posługiwała się językiem jidysz, ale z czasem przeszli oni na język rosyjski, który stał się głównym językiem tej mniejszości. Na zachodzie kraju część Żydów przyjęła język polski lub język węgierski. Język rosyjski wśród ukraińskich Żydów niewiele odróżnia się od normatywnego, poza wyrazami dotyczącymi sfery religii, czyli realiów życia codziennego.

### Surżyk i wpływ na język ukraiński
Praktycznie na całym terytorium Ukrainy spotyka się surżyk – dialekt języka ukraińskiego z dużym udziałem rosyjskiej leksyki i gramatyki. Cechuje go dynamika i dowolność doboru słów i zasad z obu języków, bliska niestaranności. W spisach ludności surżyk jako język nie funkcjonuje, a posługujących się nim ujmuje się jako władających językiem ukraińskim.
Język rosyjski wywiera również inny wpływ na język ukraiński, zwłaszcza na wschodzie i południu kraju. Dochodzi do zmian leksykalnych i fonetycznych. Język rosyjski oddziałuje także na język literacki poprzez zapożyczanie wyrazów rosyjskich lub obcych – za pośrednictwem rosyjskiego.

## Infrastruktura
W 2006 roku na Ukrainie było 1880 szkół z rosyjskim językiem wykładowym. Ponadto, na Ukrainie były wtedy również 2242 szkoły z co najmniej dwoma językami wykładowymi, z czego w części obok ukraińskiego drugim językiem był rosyjski. W 2000 roku z 11 tysięcy zarejestrowanych mediów, 7 tysięcy było rosyjsko- lub dwujęzycznymi. W 2003 roku opublikowano na Ukrainie 15,4 miliona książek w języku rosyjskim (i 24 miliony w ukraińskim). Na koniec 2003 roku 82% stron internetowych w ukraińskich domenach było rosyjskojęzyczne, 14% ukraińskojęzyczne i 4% – dwujęzyczne.
Na Ukrainie nie ma rodzimych stacji telewizyjnych emitujących programy wyłącznie w języku rosyjskim, odbiera się natomiast rosyjskojęzyczne stacje z Rosji i Białorusi. Miejscowe stacje emitują część audycji w języku rosyjskim z ukraińskimi napisami. Podobnie częściowo tłumaczą lub produkują w języku rosyjskim stacje radiowe. Stacja Русское радио Украина, która emituje głównie muzykę i informacje, obecnie jest emitowana (mimo swojej nazwy) w języku ukraińskim.